# Erlen, Schweiz
Erlen är en ort och kommun i distriktet Weinfelden i kantonen Thurgau, Schweiz. Kommunen har 3 939 invånare (2023).
Förutom Erlen finns i kommunen orterna Buchackern, Engishofen, Ennetaach, Kümmertshausen och Riedt.